# Sous-préfecture de Jabaquara
La sous-préfecture de Jabaquara est l'une des 32 sous-préfectures de la ville de São Paulo. Elle ne comprend qu'un seul district : Jabaquara, qui représente une superficie de 14,1 km2, habitée par plus de 223 mille personnes. Cette sous-préfecture est régie par la loi n° 13 999 du 1er août 2002.

## Sous-préfets
| Début    | Final    | Sous-préfet                           | Réf.  |
| -------- | -------- | ------------------------------------- | ----- |
| Nov.2011 | Nov.2012 | Roberto Ney Marciano                  | [ 3 ] |
| Nov.2012 | Déc.2012 | Oswaldo da Silva Filho                | [ 4 ] |
| Jan.2013 | Mai.2014 | Dirceu de Oliveira Mendes             | [ 5 ] |
| Mai.2014 | Mar.2015 | Wander Geraldo da Silva (par intérim) | [ 6 ] |
| Mar.2015 | Déc.2016 | Ancien Vieira dos Santos              | [ 7 ] |
| Jan.2017 | Fév.2019 | Maria de Fatima Marques Fernandes     | [ 8 ] |

## Place des services
| Adresse   | Avenue Engenheiro Armando de Arruda Pereira, 2314 - Jabaquara |
| Téléphone | (11) 3397-3200                                                |
| e-mail    | []                                                            |

## Budget annuel
| Année | Budgétisé (millions de reais) | Engagé (millions de reais) |
| ----- | ----------------------------- | -------------------------- |
| 2013  | 28 240                        | 26 493                     |
| 2014  | 29.058                        | 21 729                     |
| 2015  |                               |                            |

## Organisations locales
Dans la région de la sous-préfecture, il existe plusieurs organisations d'habitants, notamment :
- AMOJAB – Associação de Moradores, Proprietários e Comerciantes do Jabaquara e da Água Espraiada[11]

## Toponyme
Le toponyme "Jabaquara" est d'origine Tupi-Guarani (YAB-A-QUAR-A), qui signifie "rocher" et "trou". Il a également le sens de "Bois des Noirs en Fuite", pour servir de refuge aux esclaves en fuite à l'époque de l'esclavage.